# Championnat d'Italie de beach soccer 2004
Navigation
2003 2005
L'édition 2004 du championnat d'Italie de beach soccer est la première édition officielle organisée par la ligue nationale amateur de football italien.

## Clubs participants
- Friulpesca Marano Lagunare
- Agenzia Lemme Vasto
- ASD Terranova Terracina Beach Soccer
- Cavalieri del Mare Viareggio
- AS Soci
- Catanzaro Beach Soccer
- ASD Catania Beach Soccer
- Giardini Di Atena San Cataldo

## Phase finale

### Quarts de finale
| Quart de finale 1 | Friulpesca Marano Lagunare                                                                                                 | 7–3        | Agenzia Lemme Vasto | Arena Santa Teresa                                             |                                                                |
| 28 août 2004 9h30 | Berlasso 8e 10e · De Agostini 5e · Leghissa 7e 11e 1re · Del Fabbro 8e                                                     | (1-0, 4-2) | 7e Bellandrini · 9e Perazzoli · 5e Baiocco                                                                                           | Arbitrage : Scarica Gennaro, Fiorenza Nunzio et Cresi Maurizio | Arbitrage : Scarica Gennaro, Fiorenza Nunzio et Cresi Maurizio |
| 28 août 2004 9h30 | Rapport |            | | Arbitrage : Scarica Gennaro, Fiorenza Nunzio et Cresi Maurizio | Arbitrage : Scarica Gennaro, Fiorenza Nunzio et Cresi Maurizio |
| 28 août 2004 9h30 | Samsa , Berlasso, Leghissa, Tedesco, De Agostini, Noacco, Tolloi, Rossi, Del Fabbro , Pantanali Entraîneur : Gioni Divetta | Équipes    | Perricone , Vino, Ballandrini , Ascatigno, Baiocco, Martorella, Muratore, Perazzoli, Valentini, Salvatore Entraîneur : Luigi Baiocco | Arbitrage : Scarica Gennaro, Fiorenza Nunzio et Cresi Maurizio | Arbitrage : Scarica Gennaro, Fiorenza Nunzio et Cresi Maurizio |

| Quart de finale 2  | Terranova Terracina | 6-9        | Cavalieri del Mare | Arena Santa Teresa                                             |                                                                |
| 28 août 2004 10h30 | Recchia 1re 1re 3e · Pasquali 8e · Pecchia 3e · Feudi 7e                                                                                | (2-2, 4-8) | 2e 10e 1re 3e 8e 11e Tavares · 5e 8e Agostini · 7e Galli                                                                                | Arbitrage : Amato Alfonso, Conti Michele et Annarumma Vincenzo | Arbitrage : Amato Alfonso, Conti Michele et Annarumma Vincenzo |
| 28 août 2004 10h30 | Rapport |            | | Arbitrage : Amato Alfonso, Conti Michele et Annarumma Vincenzo | Arbitrage : Amato Alfonso, Conti Michele et Annarumma Vincenzo |
| 28 août 2004 10h30 | Centola , Pecchia , Pasquali, Feudi ( 1e), D'Onofrio, · Gallo, Reggio, D'Amico ( 2e), Recchia, Percoco · Entraîneur : Emiliano Del Duca | Équipes    | Rasulo , Galli, Fruzzetti G., Petrozza, Tavares, · Amorese, Agostini ( 7e), Gigli, Fruzzetti F. , Dati · Entraîneur : Massimo De Angeli | Arbitrage : Amato Alfonso, Conti Michele et Annarumma Vincenzo | Arbitrage : Amato Alfonso, Conti Michele et Annarumma Vincenzo |

| Quart de finale 3  | AS Soci | 4-5        | Catanzaro Beach Soccer                                                                                             | Arena Santa Teresa                                        |                                                           |
| 28 août 2004 11h30 | Di Giacomo 11e · Sacchetti 1re · Sratoti 5e · Rosati 10e                                                                                       | (1-0, 2-2) | 8e 4e Carrozza · 9e Panzino · 5e Regolo · 5e Mercurio                                                              | Arbitrage : Cresi Maurizio, Polito Fabio et Conti Michele | Arbitrage : Cresi Maurizio, Polito Fabio et Conti Michele |
| 28 août 2004 11h30 | Rapport |            | | Arbitrage : Cresi Maurizio, Polito Fabio et Conti Michele | Arbitrage : Cresi Maurizio, Polito Fabio et Conti Michele |
| 28 août 2004 11h30 | Diehe , Burrafato, Carlucci, Di Giacomo A., Di Giacomo S., Soulehmanne, Sacchetti , Stratoti, Catalano, Posado Entraîneur : Giovanni Di Pietro | Équipes    | Madia , Regolo, Matta, Mercurio, Rosati, Panzino, Gentile, Vasile, Carrozza, Tallarigo Entraîneur : Armando Rosati | Arbitrage : Cresi Maurizio, Polito Fabio et Conti Michele | Arbitrage : Cresi Maurizio, Polito Fabio et Conti Michele |

| Quart de finale 4  | Catania Beach Soccer | 9-4        | Giardini Di Atena San Cataldo | Arena Santa Teresa                                               |                                                                  |
| 28 août 2004 12h30 | Bosco 4e 1re 7e 7e · Tedeschi 5e 5e · Beluso 8e · Ardizzone 10e · Condorelli 6e                                                        | (4-2, 8-4) | 3e Pandarese · 5e Sanapo · 6e Cezza · 11e Pandarese                                                                                        | Arbitrage : Annarumma Vincenzo, Fiorenza Nunzio et Amato Alfonso | Arbitrage : Annarumma Vincenzo, Fiorenza Nunzio et Amato Alfonso |
| 28 août 2004 12h30 | Rapport |            | | Arbitrage : Annarumma Vincenzo, Fiorenza Nunzio et Amato Alfonso | Arbitrage : Annarumma Vincenzo, Fiorenza Nunzio et Amato Alfonso |
| 28 août 2004 12h30 | Strano , Bonanno , Bosco ( 4e), Belluso, Platania, · Condorelli, Tedeschi, Ardizzone, Musumeci G., Bua · Entraîneur : Stefano Musumeci | Équipes    | Monteduro , Corvaglia, Scarascia, Gensa, Sanapo, · Quaranta ( 8e), Pandarese ( 1e), Cezza, Giannuzzi, Rizzo · Entraîneur : Giuseppe Caroli | Arbitrage : Annarumma Vincenzo, Fiorenza Nunzio et Amato Alfonso | Arbitrage : Annarumma Vincenzo, Fiorenza Nunzio et Amato Alfonso |

### Demi-finales
| Demi-finale 1      | Friulpesca Marano Lagunare | 6-2        | Catania Beach Soccer | Arena Santa Teresa                                           |                                                              |
| 29 août 2004 10h00 | Tolloi 3e · Leghissa 8e 5e · Rossi 1re · Del Fabbro 3e · Berlasso 10e                                                               | (2-0, 3-1) | 10e Tedeschi · 1re Ardizzone | Arbitrage : Cresi Maurizio, Scarica Gennaro et Conti Michele | Arbitrage : Cresi Maurizio, Scarica Gennaro et Conti Michele |
| 29 août 2004 10h00 | Rapport |            | | Arbitrage : Cresi Maurizio, Scarica Gennaro et Conti Michele | Arbitrage : Cresi Maurizio, Scarica Gennaro et Conti Michele |
| 29 août 2004 10h00 | Samsa , Berlasso, Leghissa, Tedesco, Lancerotto ( 7e), · Noacco, Tolloi, Rossi, Del Fabbro , Pantanali · Entraîneur : Gioni Divetta | Équipes    | Strano , Bonanno ( 3e), Bosco, Campanella S. ( 5e), Platania ( 9e), · Condorelli, Tedeschi ( 7e), Ardizzone ( 5e), Campanella M., Bua · Entraîneur : Stefano Musumeci | Arbitrage : Cresi Maurizio, Scarica Gennaro et Conti Michele | Arbitrage : Cresi Maurizio, Scarica Gennaro et Conti Michele |

| Demi-finale 2      | Cavalieri del Mare | 6-5        | Catanzaro Beach Soccer | Arena Santa Teresa |  |
| 29 août 2004 11h00 | Agostini 7e 1re · Tavares 2e 2e 2e 7e                                                                                                   | (1-3, 4-4) | 2e Mercurio · 8e Vasile · 8e Gentile · 2e Panzino · 11e Carrozza                                                                                |                    |  |
| 29 août 2004 11h00 | Rapport |            | |                    |  |
| 29 août 2004 11h00 | Rasulo , Galli ( 9e), Fruzzetti G., Petrozza, Tavares, · Amorese, Agostini, Gigli, Fruzzetti F. , Dati · Entraîneur : Massimo De Angeli | Équipes    | Madia , Regolo ( 11e), Misticò, Mercurio ( 10e), Rosati G. ( 9e), · Panzino, Gentile, Vasile, Carrozza, Tallarigo · Entraîneur : Armando Rosati |                    |  |

### Matchs de classement
Matchs de classement joué le 29 août 2004 :
| Tour        | Vainqueur           | Score | Adversaire                    |
| ----------- | ------------------- | ----- | ----------------------------- |
| Demi-finale | Agenzia Lemme Vasto | 5-2   | Giardini Di Atena San Cataldo |
| Demi-finale | Terranova Terracina | 7-5   | AS Soci                       |
| 7e place    | AS Soci             | 11-9  | Giardini Di Atena San Cataldo |
| 5e place    | Agenzia Lemme Vasto | 8-0   | Terranova Terracina           |
| 3e place    | Catania BS          | 10-6  | Catanzaro BS                  |

### Finale
Match sans but avec cette finale, les deux clubs vont en prolongation et ce sont les Cavalieri del Mare qui ouvrent le score dès l'engagement, ce qui leur offre la victoire finale.
| 29 août 2004 | Cavalieri del Mare | 1-0 ap          | Friulpesca Marano Lagunare                                                                                                | Arena Santa Teresa                                         |                                                            |
| 17h30        | Tavares 1re | (0-0, 0-0, 0-0) | | Arbitrage : Polito Fabio, Amato Alfonso et Scarica Gennaro | Arbitrage : Polito Fabio, Amato Alfonso et Scarica Gennaro |
| 17h30        | Rapport |                 | | Arbitrage : Polito Fabio, Amato Alfonso et Scarica Gennaro | Arbitrage : Polito Fabio, Amato Alfonso et Scarica Gennaro |
| 17h30        | Rasulo , Galli, Fruzzetti G., Petrozza, Tavares, Amorese, Agostini, Gigli, Fruzzetti F. , Dati Entraîneur : Massimo De Angeli | Équipes         | Samsa , Berlasso, Leghissa, Tedesco, Lancerotto, Noacco, Tolloi, Rossi, Del Fabbro , Pantanali Entraîneur : Gioni Pivetta | Arbitrage : Polito Fabio, Amato Alfonso et Scarica Gennaro | Arbitrage : Polito Fabio, Amato Alfonso et Scarica Gennaro |

## Classement final
| Place              | Équipe                        |
| ------------------ | ----------------------------- |
| Médaille d'or      | Cavalieri del Mare Viareggio  |
| Médaille d'argent  | Friulpesca Marano Lagunare    |
| Médaille de bronze | ASD Catania Beach Soccer      |
| 4                  | Catanzaro Beach Soccer        |
| 5                  | Agenzia Lemme Vasto           |
| 6                  | ASD Terranova Terracina BS    |
| 7                  | AS Soci                       |
| 8                  | Giardini Di Atena San Cataldo |